# Polska Misja Katolicka w Göteborgu
Polska Misja Katolicka w Göteborg (szw. Polska Katolska Missionen i Göteborg) – duszpasterska misja rzymskokatolicka położona w Göteborg w Szwecji.
Jest ona etniczną misją prowadzoną obecnie przez Kapucynów.

## Rektorzy
- Ks. Józef Matuła (1983-1991)
- O. Kazimierz Pawlak CP (1991-2004)
- O. Jarosław Daniluk OFMCap (2004-2009)
- O. Adam Piasecki OFMCap (2009-obecnie)

## Dom Młodzieżowy
Przy Polskiej Misji Katolickiej działa organizacja młodzieżowa „Polska Młodzież Katolicka w Göteborgu”.